# イングリッシュエージェント
イングリッシュエージェントは、株式会社GABAが運営するクラウドソーシング、WEBサービス。英語特化型の翻訳・通訳・業務代行のマッチングからスタートしたが、中国語やフランス語、スペイン語など多言語対応をはじめ、翻訳・通訳・多言語を使った仕事のクラウドソーシングサイトとなっている。

## 概要
2017年4月3日、イングリッシュエージェントは、日本向けのクラウドソーシングとして開始。
当初の機能は会員登録のみのプレオープンという扱いであった。2017年4月24日、指名型取引ができるようになりクラウドソーシングとしての機能するようになる。2017年7月3日、グランドオープン。公募入札型とプロジェクト型の取引形態が利用できるようになる。
英語特化型の翻訳・通訳のクラウドソーシングからスタートしたが、現在では中国語やフランス語、スペイン語など多言語対応をはじめ、翻訳・通訳・多言語に対応したクラウドソーシングとなっている。
2018年3月30日をもってサービス終了。

## 対応言語
約80言語に対応。日本語、英語、フランス語、ドイツ語、中国語（北京語・広東語・上海語、簡体字・繁体字）、オランダ語、スペイン語、ポルトガル語、ロシア語、韓国語、フィリピン語、タイ語、イタリア語、インドネシア語、ベトナム語など。対応言語順次拡大中。(イングリッシュエージェントのサイトより抜粋。)

## 取引形態
クラウドソーシングで、依頼主となる企業などと、翻訳者や通訳者と直接交渉ができる。
大きく３つの取引形態がある。

### 指名型
エキスパートと呼ばれる翻訳者や通訳者を、指名して案件を依頼する。
指名されたエキスパートのみが案件の内容を確認できる。
指名は単独指名も複数名指名も可能。
案件を発注できるのは1名のみ。

### 公募入札型
イングリッシュエージェントのサービスに登録しているすべてのエキスパートに案件を公開公募して、入札してもらう。
入札してきたエキスパート複数名と交渉が可能。
案件を発注できるのは1名のみ。

### プロジェクト型
株式会社GABAが、翻訳や通訳などの業務を請けおう。イングリッシュエージェントのプラットフォームを活用するので多くは、Gabaが一次請けし、イングリッシュエージェントの登録者の二次請けとして出している。

## 利用方法

### 会員登録
発注者・企業は、依頼主として無料の会員登録をする。企業登録を行うと案件を登録することができる。
個人事業主や個人でも発注者としての登録が可能。
受注者・ワーカーは、翻訳者、通訳者として無料の会員登録をする。プロフィールなどを登録することで、検索されるようになり、案件の指名や入札ができるようになる。受注者はエキスパートと呼ばれる。

### 案件登録
大きく3つの依頼方法、登録方式がある。

### エスクロー方式
直接の金銭授受は禁止されている。発注者側は事前にお金を入金し、運営者であるイングリッシュエージェントが預かり、翻訳や通訳などの業務が遂行されたことを確認できると、ワーカーに支払がされる。
発注者の未払い/未回収のリスクと、ワーカーの契約未履行などのリスクを最小限に抑えている。

### 決済
クレジットカード、銀行振込で案件依頼の支払が可能。
相談をすると請求書払いなどの対応も可能。

### システム利用手数料
20%（成約した案件の金額から、20%を差し引いてワーカーに入金）

## その他
翻訳、通訳を仲介する企業は多数あるが、翻訳者や通訳者が社員として所属する企業と、外部協力のスタッフとして翻訳者や通訳者が登録している企業などがある。後者の場合、翻訳会社はアレンジやコーディネートを行うことが主で、手数料などで収益を得ている。
近年、クラウドソーシングなどが発達し、翻訳や通訳といったカテゴリができたため、翻訳会社などを通さずに翻訳や通訳を依頼し、手配することができるようになってきている。発注元となる企業は、直接依頼することができるため仲介料手数料といったコストが圧縮できる。その分、実際の翻訳や通訳に際しては直接管理する必要がある。一方、翻訳者や通訳者は、直接的に取引先と交渉や実際の業務遂行が行えるため、発注者とのミスマッチを防ぐことができる。